# HŽ serija 7023
HŽ serija 7023 je serija niskopodnog dieselmotornog vlaka za regionalni promet proizveden je u Končar d.d. za potrebe Hrvatskih željeznica – Putnički prijevoz prema ugovoru sklopljenom 2014. godine. 
Prototip vlaka za HŽ PP (7023 001) izgrađen je 2016. godine u sklopu velike isporuke EMV-a serije 6112. 
Dizel-električni motorni vlak za regionalni prijevoz serije 7023 je trodijelna dizel-električna niskopodna garnitura. Maksimalna brzina vlaka je 120 km/h, ima 167 sjedećih mjesta i 175 stajaćih mjesta. Garnitura je sastavljena od dva krajnja motorna vagona s upravljačnicom i srednjeg vagona. Opremljen je s četiri para dvokrilnih vrata, a vlak ima dvije rampe za ulazak i izlazak osoba u invalidskim kolicima te prostor za bicikle. Sjedala su izvedena kao dvosjedi, osim u dijelu prostora namijenjenog osobama sa smanjenom pokretljivošću u koji su ugrađena preklopna sjedala. Zahvaljujući dvokrilnim širokim vratima, omogućen je brzi izlazak i ulazak većeg broja putnika, a prozorska stakla zatamnjena su 60% radi zaštite od sunca. Vlak je opremljen suvremenim sustavom grijanja i hlađenja te videonadzorom, a putnicima u vlaku omogućen je besplatan pristup internetu (WiFi). Zaustavljanja u službenim mjestima najavljuju se putem sustava za informiranje putnika, koji na temelju podataka o položaju vlaka iz GPS uređaja emitira poruke na displejima i putem razglasa.
Novi dizel-električni motorni vlak proizveden je na platformi elektromotornog vlaka serije 6112 za regionalni prijevoz. Izvedene su samo izmjene sustava napajanja, a u maksimalno mogućoj mjeri ostvarena je unifikacija dizel-električnih i elektromotornih vlakova, čime se ostvaruju znatne uštede u troškovima eksploatacije i održavanja cijele flote niskopodnih vlakova. Konstrukcija, dizajn i vozna svojstva vlaka omogućuju vrhunsku udobnost vožnje.
21. ožujka 2018. potpisan je dodatak Ugovoru za nabavu dizel-električnih motornih vlakova kojim je osigurana proizvodnja 4 nova dizel-električna motorna vlaka. Sredstva za vlakove osigurana su Zajmom Svjetske banke. Vlakovi su isporučeni u razdoblju od studenog 2019. do veljače 2020. godine t svakodnevno prevoze putnike na relaciji Zagreb - Zabok - Varaždin i obratno, Varaždin - Koprivnica i obratno.

### Glavne tehničke karakteristike
- Širina kolosijeka: 1435 mm
- Raspored osovina: Bo'2'2'Bo
- Mjesta za sjedenje:

- prvi razred: 20
- drugi razred: 167

- Visina poda: 600 mm
- Širina vrata: 1300 mm
- Dužina preko kvačila: 58,5 m
- Širina vozila: 2885 mm
- Broj vrata za ulazak putnika: 4 (8)
- Visina vozila: 4280 mm
- Masa praznog vlaka: 115 t
- Maksimalna snaga na kotačima: 2x390 kW
- Vučna sila pri pokretanju 120 kN
- Maksimalno ubrzanje pri punom opterećenju: >0,7 m/s2
- Maksimalna brzina: 120 km/h